# Campionato italiano di Formula 3 2002
Il Campionato italiano di Formula 3 2002 fu il trentottesimo della serie. Fu vinto da Miloš Pavlović della scuderia Target Conrero su Dallara F302-Opel.